# Ullersmo fængsel
Ullersmo fængsel er et fængsel i Kløfta i Ullensaker kommune i Akershus i Norge. Det blev indviet i 1970 og var ment som en afløsning for Bodsfængslet i Oslo. Det benyttes til langtidsfanger fra hele Norge og har plads til 205 indsatte. Fængslet indeholder blandt andet sygeafdeling, værkstedbygning med mekanisk værksted, snedkerværksted, konfektionsværksted og skoleafdeling.
Den tidligere Emperor-trommeslager Bård "Faust" Eithun sad i Ullersmo i en række år i 1990'erne for mord – således står der på omslaget til Anthems to the Welkin at Dusk "A special hail goes to Mr. Bård «Faust» Eithun at Planet Ullersmo".